# 109 (число)
109 (Сто де́в'ять) — натуральне число між 108 та 110.

## У математиці
- 29-те просте число
- щасливе число
- Попереднє просте число 107. Ці два числа є простими числами-близнюками
- Найменше число, яке є паліндромним за основами 5 і 9.

## У науці
- Атомний номер мейтнерію

## В інших областях
- 109 рік, 109 до н. е.
- Року 109 (国 道 109, G109) — китайська федеральна траса Пекін — Лхаса.
- ASCII-код символу «m»
- Читається як «Log» мовою Leet
- Земля приблизно в 109 разів менша за Сонце
- Messerschmitt Bf.109 — одномоторний поршневий винищувач-моноплан, що був на озброєнні люфтваффе перед і під час Другої світової війни